# Barrage Diablo
Le barrage Diablo, ou Diablo Dam en anglais, est un barrage hydroélectrique américain dans le comté de Whatcom, dans l'État de Washington. Situé dans les North Cascades sur le Skagit, il forme le lac Diablo.
Protégés au sein de la Ross Lake National Recreation Area, le barrage et les équipements liés sont inscrits au Registre national des lieux historiques depuis le 30 juin 1989 et ils constituent une propriété contributrice au district historique dit Skagit River and Newhalem Creek Hydroelectric Projects depuis le 26 avril 1996.